# Frede Bojsen

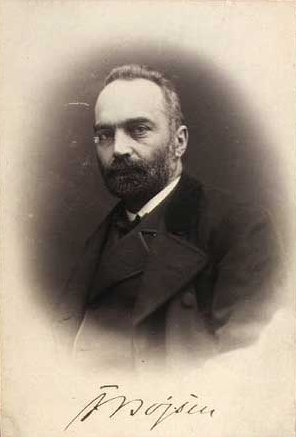
Frede Bojsen.

Frederik Engelhardt (Frede) Bojsen, född 22 augusti 1841 och död 4 december 1926, var en dansk politiker. Han var son till den danske prästen Frederik Engelhart Boisen och bror till politikerna Peter Boisen, Emil Boisen, och till kvinnosakskämpen Jutta Bojsen-Møller.
Bojsen tog en teologie examen 1864, och var därefter föreståndare för Rødkilde folkhögskola 1865-70 och 1905-09. 1869 invaldes Bojsen i Folketinget, där han anslöt sig till det av gruntvigianismen påverkade Nationale Venstre, som 1870 uppgick i Forenede Venstre. Bojsen blev en av ledarna för partiet, och särskilt tungt vägde hans ord i finansiella frågor, och han vari efter 1872 upprepade gånger ordförande i finansutskottet. 
I längden visade sig dock åsikterna inom Forenede Venstre att vara för spretiga, och under "visnepolitikens" dagar kom flera partisplittingar att slå sönder partiet. Vid splittingen 1877 anslöt han sig till Moderate Venstre, och var en av partiets ledare fram till 1884, då partiet för en kort tid slogs samman med Christen Bergs radikalare gruppering. 1887 splittrades de båda grupperingarna på nytt, och Bojsen valde på nytt den moderata linjen och blev ledare inom Forhandlende Venstre.
Hans försök att genom förhandlingar med högern föra Danmark ur den konstitutionella krisen visade sig fruktbart, och Bojsen kom att få inflytande i en rad av de nya lagförslag som lades fram. 1894 lyckades han slutligen få till stånd den förlikning, som ledde till att Jacob Brønnum Scavenius Estrup tvingades avgå. 
Reformerna blev dock början till Bojsens eget fall, och en gruppering av partimedlemmar med Peter Adler Alberti valde att lämna partiet. Sedan de följande valen visat att hans linje inte hade något stöd bland väljarna, valde han 1901 att lämna politiken för gott. När han 1912 erbjöds en plats som kungavald ledamot av Landstinget, avböjde han. I stället ägnade han sin ålderdom åt studiet av Möns historia och utgav flera skrifter i ämnet.